# Горнослинкинское сельское поселение
Горнослинкинское сельское поселение — муниципальное образование в Уватском районе Тюменской области.
Административный центр — село Горнослинкино.

## Население
| 2010 | 2011 | 2012 | 2013 | 2014 | 2015 | 2016 |
| ---- | ---- | ---- | ---- | ---- | ---- | ---- |
| 596  | →596 | ↘595 | ↗596 | ↘595 | ↗601 | ↘599 |
| 2017 | 2018 | 2019 | 2020 | 2021 |      |      |
| ↘595 | ↗600 | ↗606 | ↗618 | ↘454 |      |      |

## Состав поселения
В состав сельского поселения входят:
| № | Населённый пункт | Тип                          | Население |
| - | ---------------- | ---------------------------- | --------- |
| 1 | Горнослинкино    | село, административный центр | 554       |
| 2 | Луговослинкина   | деревня                      | 42        |

1 ноября 2013 года деревня Карбина упразднена в связи с прекращением существования.